# Niviventer eha
Niviventer eha is een knaagdier uit het geslacht Niviventer dat voorkomt in Midden- en Oost-Nepal, Noordoost-India (West-Bengalen, Sikkim en Noord-Assam) en Zuid-China (Zuid-Tibet en West-Yunnan). Het dier leeft in bergregenwouden.
De oranjebruine rugvacht is lang, dicht en zacht. Om de ogen zitten donkerbruine ringen. Vandaaruit loopt een zwarte band naar de snorharen. De neus is ook donkerbruin. De oren zijn donkerbruin en aan beide kanten bedekt met lange haren. Bij het begin van het oor zit een donkerbruin kroontje. De buikvacht lijkt op de rugvacht, maar is vuil wit van kleur. De voeten zijn bruingrijs, op enkele zilvergrijze stukken na. De behaarde staart is van boven donkerbruin en van onder grijs. De kop-romplengte bedraagt 112 tot 130 mm, de staartlengte 165 tot 195 mm, de achtervoetlengte 27 tot 31 mm, de oorlengte 17 tot 20 mm en de schedellengte 30,2 tot 32,6 mm. Vrouwtjes hebben 1+1+1=6 mammae.